# Przebrany książę
Przebrany książę (fr. Le Prince travesti) – komedia Pierre’a de Marivaux wystawiona w 1724.

## Data powstania utworu
Utwór został napisany w 1724 roku i miał swą premierę 5 lutego 1724 w l’Hôtel de Bourgogne. Został wystawiony przez aktorów Comédie-Italienne i odniósł znaczny sukces, uzyskując osiemnaście przedstawień.

## Osoby
| Osoba         | Jej rola w dramacie  |
| ------------- | -------------------- |
| Księżniczka   | władczyni Barcelony  |
| Hortensja     | księżniczka krwi     |
| Książę Leonu  | pod imieniem Lelia   |
| Król Kastylii | jako jego ambasador  |
| Fryderyk      | minister Księżniczki |
| Arlekin       | służący Lelia        |
| Lizeta        | ukochana Arlekina    |

## Treść
Akcja utworu rozgrywa się w Barcelonie

### Akt I
Księżniczka chce poślubić Lelia, dowódcę swego wojska, wbrew oczekiwaniom grandów. Obawia się też, że obrazi tą decyzją ambasadora króla kastylijskiego. Hortensja radzi jej iść za głosem serca. Sama jest wdową i nie myśli o ponownym zamążpójściu. Na dnie serca chowa jednak wspomnienie o rycerzu, który ocalił jej życie i odjechał. Księżniczka wysyła ją do Lelia z delikatną misją wybadania go. Arlekin próbuje dociec kim jest jego pan, człowiek bez nazwiska i niewiadomego pochodzenia. Hortensja ku swej rozpaczy rozpoznaje w Leliu nieznajomego, który ocalił jej życie. Lelio również ją rozpoznaje i wyznaje jej miłość. Hortensja nie może mu odpłacić tym samym. Jest wysłanniczką księżniczki i przekazuje jej posłanie. Lelio odmawia jednak poślubienia księżniczki i jest gotów wyjawić przed nią stan swych uczuć. Hortensja, która się tego obawia, obiecuje w zamian za jego milczenie spotkać się z nim ponownie. Fryderyk prosi Lelia w zamian za oddane mu usługi o wstawienie się za nim u księżniczki, gdy będzie ona obsadzać wakujący fotel pierwszego ministra. Prośba rozśmiesza Lelia, bowiem Fryderyk  dotąd ze wszystkich sił go zwalczał, choć, jak twierdzi Fryderyk, uczciwie, jako zagrożenie dla państwa. Lelio obiecuje mu wzajemnie, uczciwie nie popierać go w staraniach o godność ministra, jako że nie uważa go za godnego jej. Księżniczka mianuje swym ministrem Lelia. Fryderyk postanawia sprzymierzyć się przeciw wrogowi z ambasadorem króla kastylijskiego. Próbuje też przekupić Arlekina pieniędzmi, godnościami i ożenkiem. Arlekin chętnie bierze pieniądze, ale nie zamierza szpiegować swego pana.

### Akt II
Arlekin spotyka Lizetę, która bardzo mu przypada do gustu. Dziewczyna cieszy się wrażeniem, jakie zrobiła na nim i jest gotowa go poślubić, zgodnie z horoskopem, według którego, jeśli go poślubi, a Arlekin spełni o co go proszono, pan Fryderyk obsypie małżonków złotem. Arlekin nie chce walczyć z przeznaczeniem, postanawia jednak poradzić się w tej sprawie swego pana. Lelio zachęca go, by przekazał Fryderykowi wszystko, co o nim wie, a szczególnie jego niski osąd Fryderyka. Księżniczka jest niezadowolona z oziębłości Lelia. Z jego zachowania wnosi, że jest zainteresowany Hortensją, ta obraca podejrzenia w chorobliwe oznaki miłości i prosi o możliwość wyjazdu z Barcelony, aby uniknąć podejrzeń. Księżniczka zamyka jednak przed nią bramy miasta i zobowiązuje do dalszej służby i kontaktów z Leliem. Następnie zleca Leliowi podjęcie decyzji czy powinna poślubić króla kastylijskiego. Hortensja obawia się o życie Lelia, ostatecznie jednak wyznaje mu swą miłość. On wyjawia jej, że jest synem księcia Leonu. Ambasador króla kastylijskiego prosi Lelia o przekonanie księżniczki, że jej ślub z królem Kastylii leży w interesie obydwu krajów. Gdy Lelio przyrzeka rzecz rozważyć, grozi mu. Ponieważ Lelio nie lęka się groźby, ambasador sugeruje, że może być kimś więcej niż się wydaje. Wreszcie odwołuje się do współczucia Lelia dla króla Kastylii udręczonego miłością do księżniczki. Arlekin próbuje przekazać Fryderykowi, podsłuchane wyznanie Lelia. Ponieważ nadchodzi Księżniczka Fryderyk prosi Arlekina, by powtórzył je księżniczce. Na poręczenie obiecanej zapłaty Arlekin prosi o pierścień. Arlekin powtarza, ku przerażeniu Hortensji, że Lelio kocha kogoś i obawia się reakcji księżniczki. Kiedy rozgniewana wiadomością księżniczka chce go wtrącić do wieży, wyznaje jak został do tej usługi nakłoniony przez Fryderyka i na dowód prawdziwości swej relacji okazuje pierścień. Księżniczka odchodzi wzburzona. Fryderyk świadom klęski swych aspiracji, odgrywa się na Leliu, twierdząc, że wszelkie kroki, jakie przeciw niemu podjął, miały na celu dobro państwa. Lelio obiecuje wstawić się za nim mimo całego jego zaplątania. Hortensja obawia się o życie ukochanego, chciałaby z nim uciec. Przestrzega go, by nie wyjawiał księżniczce kim jest, by tym bardziej nie zapragnęła go usidlić.

### Akt III
Arlekin wyznaje Lizecie, że księżniczka poprosiła go o przekazanie Hortensji listu rzekomo pochodzącego od Lelia, on jednak ujawnił jej od kogo list pochodzi. Hortensja napisała przy nim list do Lelia. Lizeta poradziła mu, by oddał go księżniczce. Gdy księżniczka prosi go o oddanie listu Hortensji, Arlekin jednak nie umie go znaleźć. Księżniczka zarzuca Hortensji fałszywie spełnioną usługę, a Hortensja broni się jak może. Arlekin przynosi list, w którym Hortensja radzi Leliowi, by udawał wobec księżniczki, że ją kocha, a potem jak najprędzej uciekał. Hortensja próbuje wytłumaczyć wzburzonej księżniczce, że starała się być wobec niej lojalna, ale Lelio okazał się tym, który jej ocalił życie i którego sekretnie kochała od dawna. Wzburzona księżniczka pozbawia Lelia stanowiska ministra i wybiega. Skonfundowany Lelio prosi ambasadora o pomoc. Triumfujący Fryderyk odradza pomoc awanturnikowi. Ambasador ujęty szlachetnością Lelia, którą poznał we wcześniejszej z nim rozmowie, wstawia się za zakochanymi u księżniczki. Ta ochłonąwszy ze wzburzenia, uznaje racje swej przyjaciółki. Decyduje się więc na ślub z nieznanym sobie królem Kastylii. Ambasador ujawnia, że to on jest owym nieznajomym, a Lelio, że jest księciem Leonu.

## Omówienie
Akcja Przebranego księcia albo sławnego awanturnika rozgrywa się w Barcelonie w bliżej nieokreślonej epoce. Utwór należy do modnej w owym czasie kategorii komedii romansowych. Głównymi jej bohaterami są dwaj ukrywający swą tożsamość książęta. Jeden z nich, jak bohater Don Sancha z Aragonii Corneille’a, stara się zdobyć rękę panującej księżniczki i gdy proponuje jej małżeństwo to ona, podobnie jak to jest u Corneille’a, ma udzielić odpowiedzi ambasadorowi. Inna część intrygi została zapożyczona z Bajazeta Racine’a i noweli Segraisa na ten sam temat. Księżniczka, nie mogąc się zdeklarować, posyła w swoim imieniu młodą kobietę, Hortensję, swoją krewną, która działa w swoim interesie jak Atalida Racine’a. Rozwiązanie utworu również przyspiesza zabłąkany, kompromitujący list, nie jest ono jednak tragiczne lecz prowadzi do podwójnego małżeństwa, choć innego niż to, o którym marzyła księżniczka.
Sławny awanturnik nie mógłby postąpić lepiej niż oddać swe serce księżniczce, na nieszczęście oddał jej już wcześniej młodej damie, którą uratował przed zbójcami i u której spędził kilka dni. W tym czasie była ona mężatką, lecz w międzyczasie owdowiała i to ona pokrzyżuje plany miłosne księżniczki. Hortensja próbuje wywiązać się ze swej roli zgodnie z sumieniem, najpierw z poczucia lojalności, potem z obawy przed księżniczką, która jest groźną władczynią absolutną. Sytuacja jest jednak skomplikowana, ponieważ kocha Lelia, nie mogąc mu tego jasno wyznać. Księżniczka, żeby ją wypróbować wysyła Arlekina z listem, który powinien dostarczyć Hortensji, jako pochodzący od jego pana. Hortensja odpowiada, a jej list zamiast do Lelia trafia do rąk księżniczki. Odmiennie jednak niż turecka Roksana, jej hiszpańska odpowiedniczka opanowuje swój gniew. Ambasador pomaga zaślubić Hortensję Leliowi (ich rasynowskimi odpowiednikiami są Atalida i Bajazet), a księżniczce pozostaje na pocieszenie poślubienie króla Kastylii.
Marivaux wyposaża swoich bohaterów w zróżnicowane charaktery, wyraźnie jednak faworyzuje Hortensję i Arlekina. Gdy idzie o Hortensję wystarczy przypomnieć jej wspomnienie o pierwszym mężu. Arlekin, szczerze oddany swemu panu, kocha pieniądze. Kiedy zdrajca Fryderyk proponuje mu pieniądze w zamian za śledzenie swego pana, przyjmuje je, ale odmawia szpiegowania swego chlebodawcy. Gdy Fryderyk nasyła na niego śliczną Lizetę, która przyrzeka go kochać, jeśli spełni swe zadanie, zdziwiony Arlekin, decyduje się skonsultować w tej sprawie ze swym panem. To on ostatecznie doprowadza do tego, że list Hortensji trafia w ręce księżniczki.